# Медресе Бен Юсуфа
Медресе Бен Ю́суфа (араб. مدرسة ابن يوسف‎) — бывшая кораническая школа в Марракеше, названная в честь эмира Альморавидов Али ибн Юсуфа. Это самое крупное медресе в Марокко.
Школа была основана в период Меренидов в XIV веке султаном Абуль-Хасаном Али I вместе с одноименной мечетью. В XVI веке здание медресе было перестроено саадитским султаном Абдаллахом I аль-Галибом. Строительство было завершено в 1565 году, что подтверждает надпись в молельной комнате. Центральная часть медресе представляет собой двор, в середине которого расположен большой прямоугольный бассейн для омовения. Медресе заключает 107 худжр. Они расположены в два яруса вокруг семи уютных внутренних двориков, связанных вдоль трех сторон двора коридором. По двум сторонам двора тянутся традиционные галереи, но здесь они отделены глухой стеной. Это было одно из крупнейших медресе в Северной Африке, здесь могло разместиться до 900 учащихся.
Как учебное заведение медресе было закрыто в 1960 году и открыто как музей в 1982 году.

## Галерея

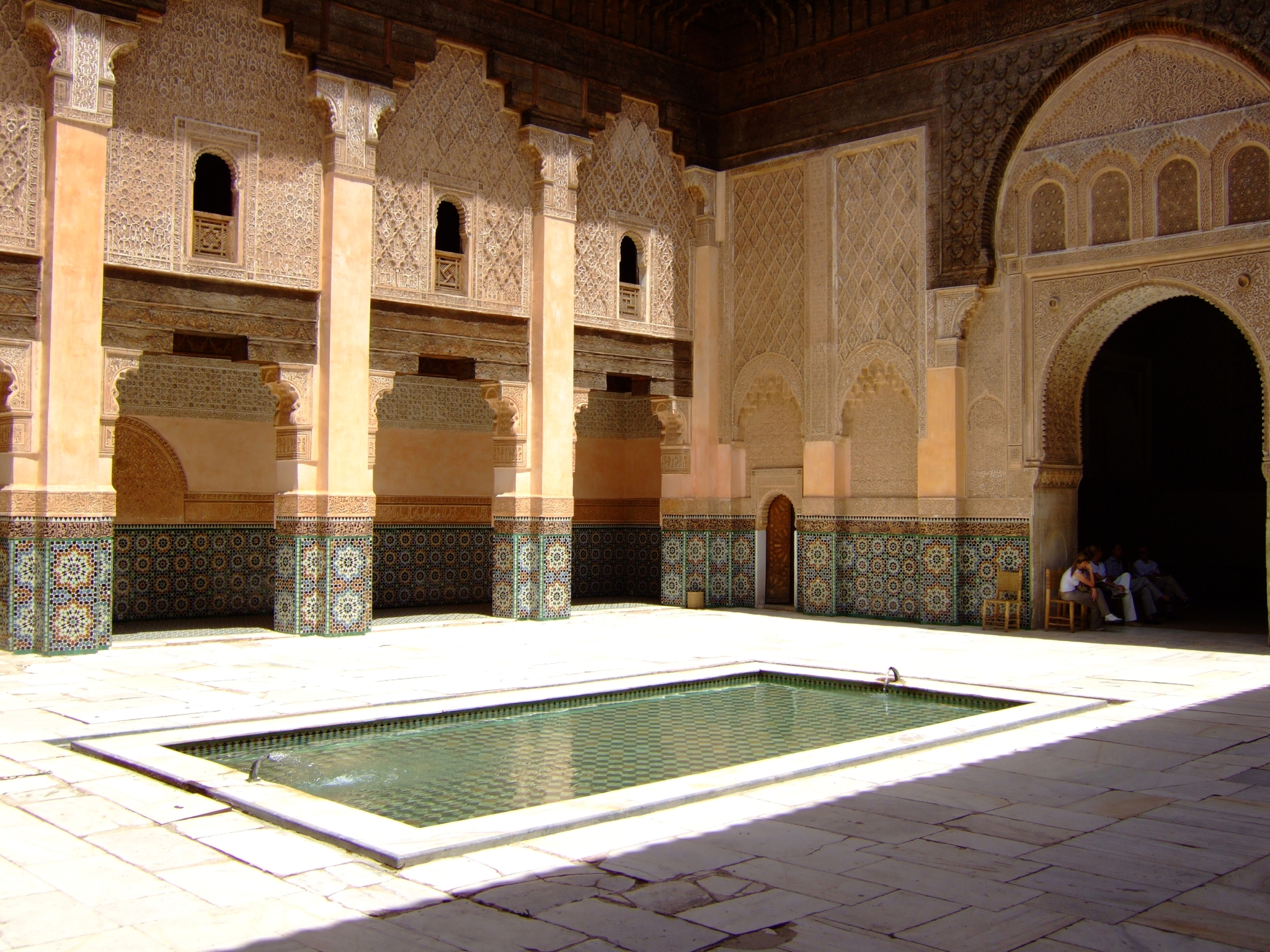
Двор с бассейном
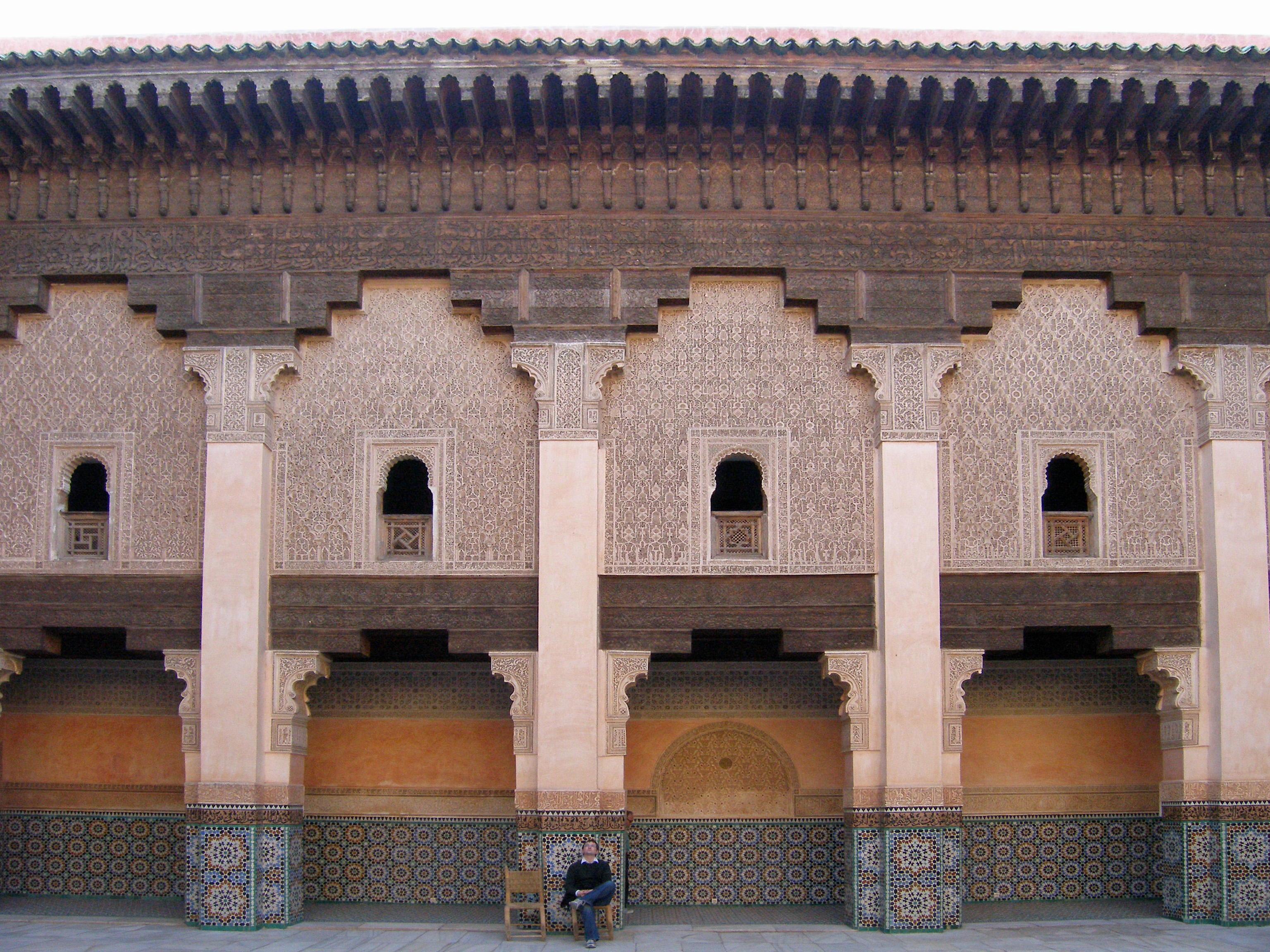
Галерея во дворе
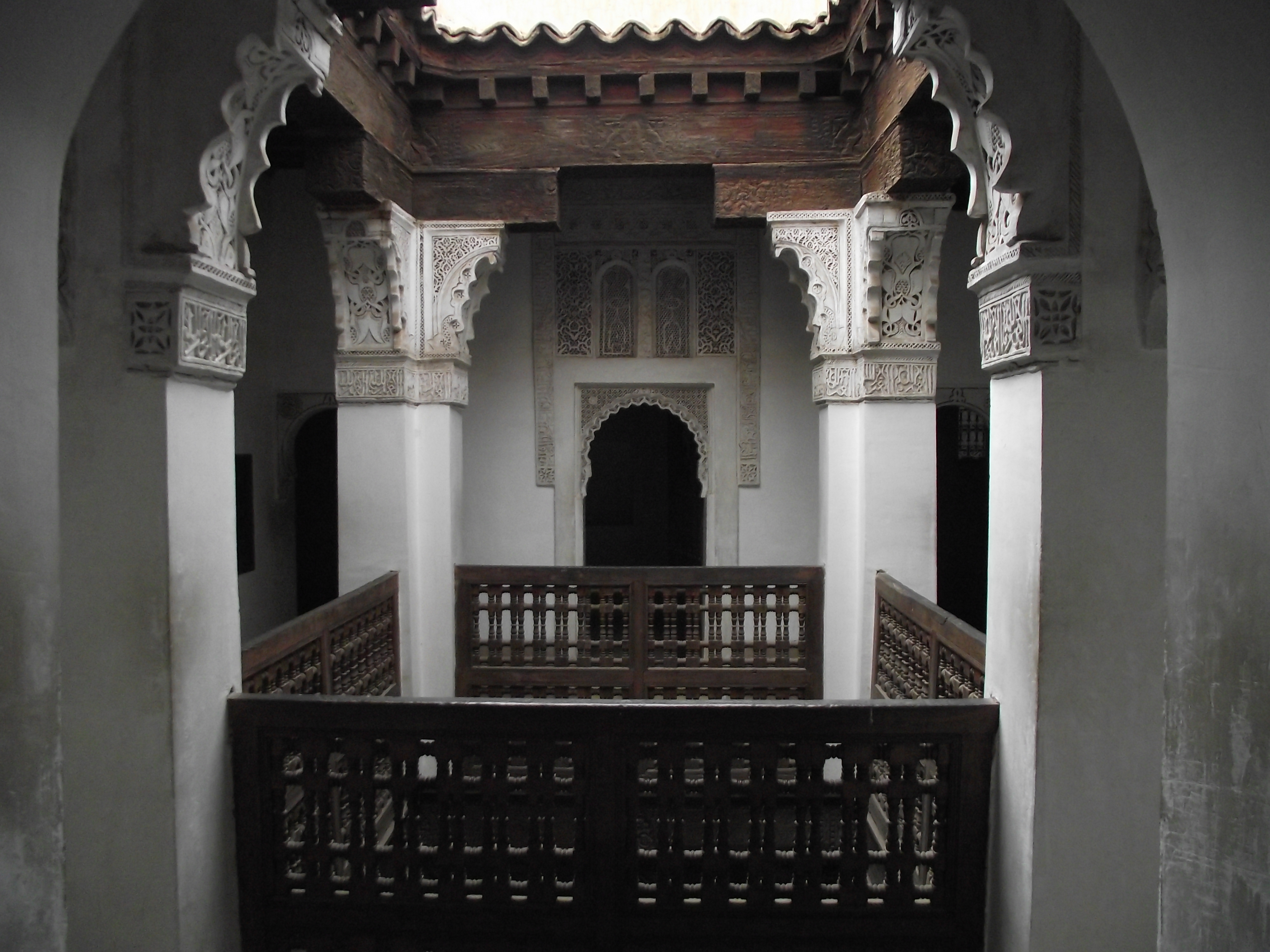
Внутренний двор и худжры
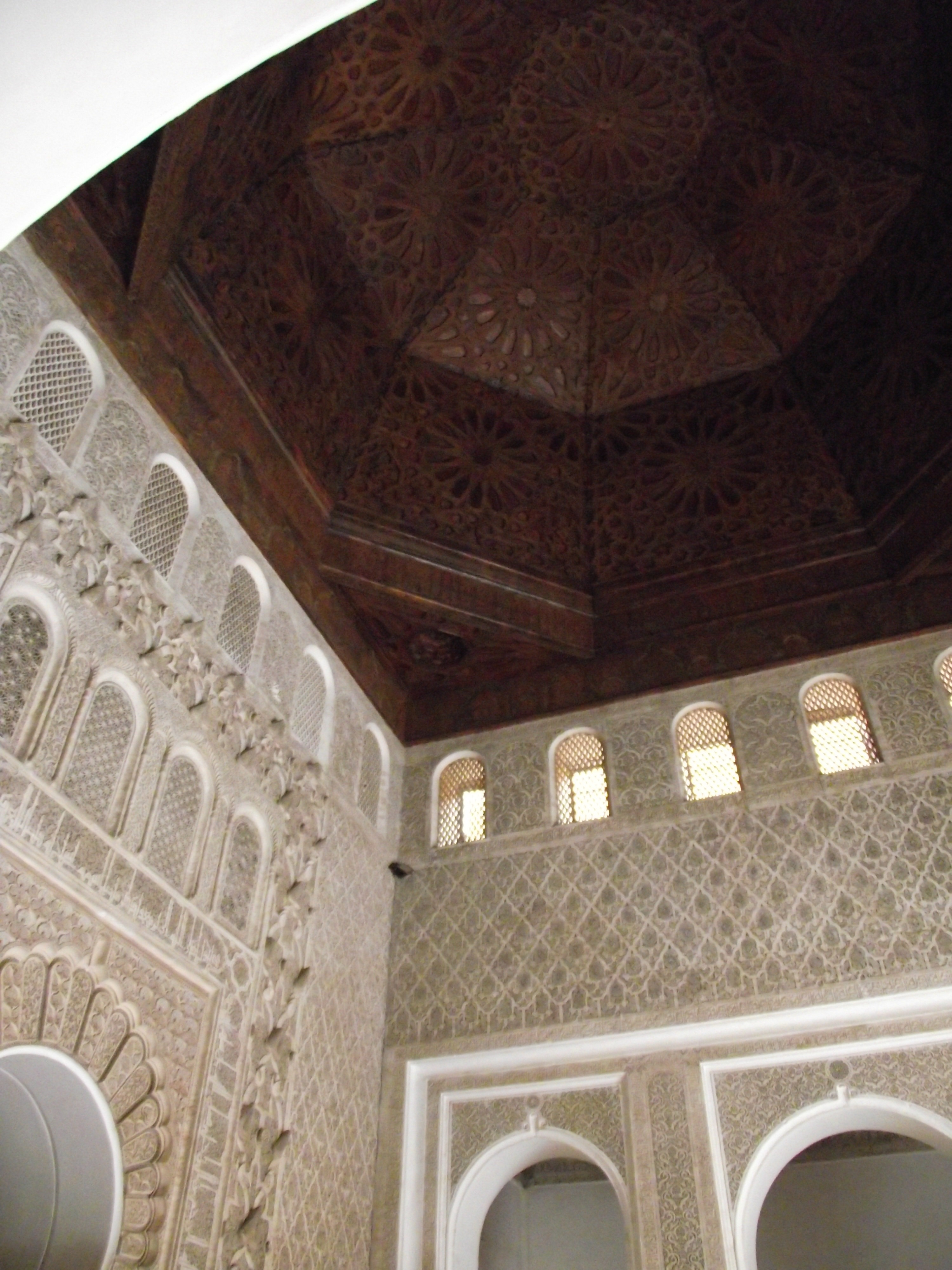
Молельная комната
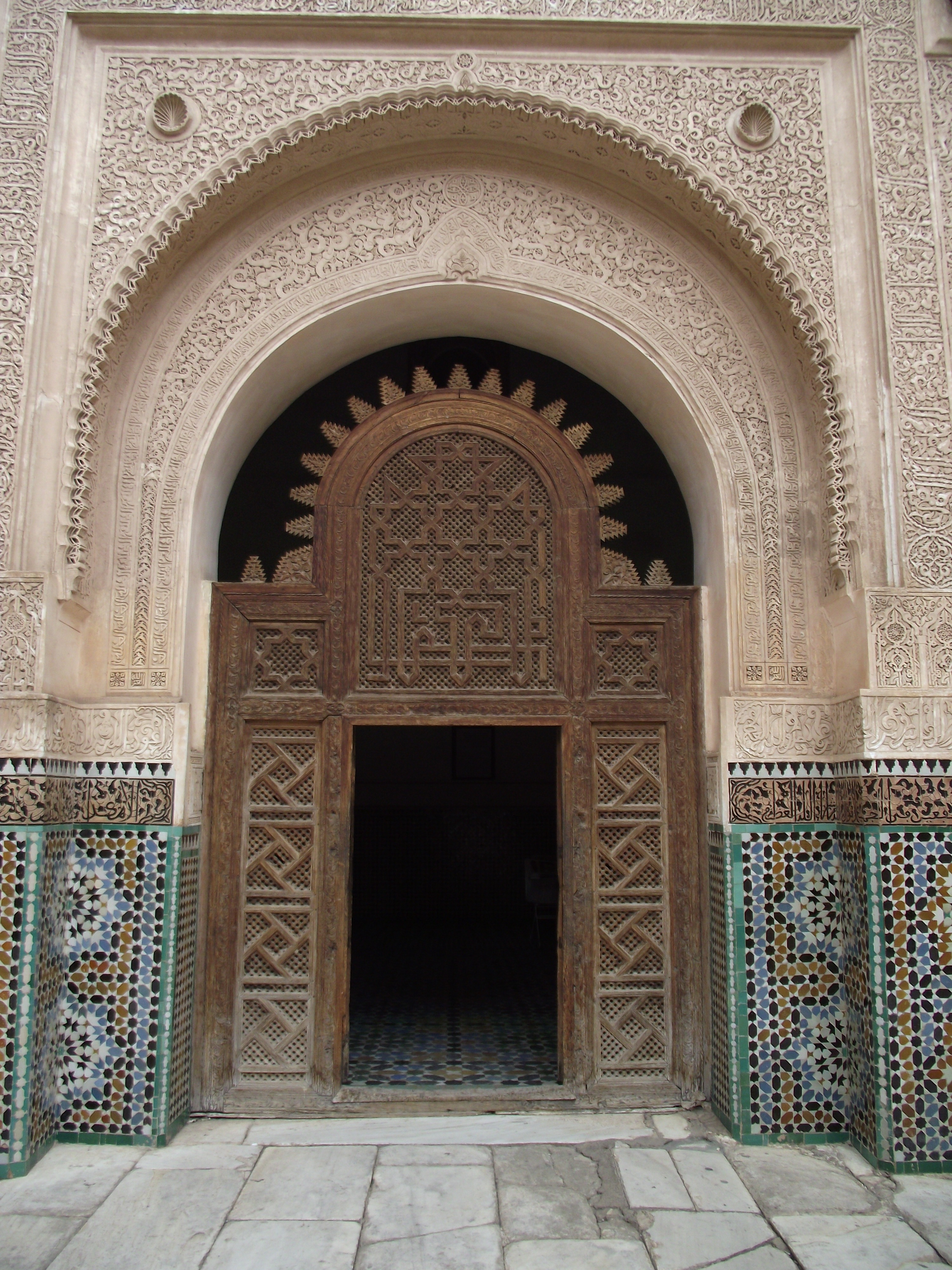
Входная группа